# Daimler DZVR 21

Schutzpolizisten Sonderwagen. Середина 1920-х років

Панцирник StrPzWg Daimler DZVR 21 (нім. StrPzWg Daimler DZVR, Sonderwagen fur Polizeizwecke DZVR, Schutzpolizisten (Schupo), Schupo-Sonderwagen) після завершення Першої світової війни був поліційним панцирником Веймарської республіки. 
Згідно Версальського мирного договору від 28 червня 1919 року німецькому уряду заборонялось озброювати підрозділи Рейхсверу панцерними машинами. Та вже 1919 відбулись заколоти комуністів у Берліні, Баварії. Крім того Польсько-радянська війна 1920 та сприяння влади Польщі повстанням у Сілезії  значно дестабілізували ситуацію у Веймарській республіці. Тому на озброєння підрозділів поліції 20 липня 1920 країни-переможці дозволили поставити 150 вуличних панцерників з двома кулеметами, які мали використовувати виключно поліцією для підтримання порядку в містах всередині країни. Вони мали здатну руйнувати барикади масивну передню частину і значну висоту задля унеможливлення спроб вилізти на них.
Перші 50 панцерників виготовили у 1919 році. Уряд оголосив конкурс на будівництво 100 подальших панцерників і у 1921-1925 роках 85 екземплярів збудували компанії  Benz (24), Ehrhardt (30),  Dalmier (31), яка використала досвід часів Першої світової війни по проектуванню панцирника Daimler М1915. Було змінено його форму корпусу, збільшено товщини панцирних листів. Через литі гумові колеса він міг пересуватись по дорогах з твердим покриттям і мав обмежену прохідність на місцевості. Він міг перевозити 6 особовий екіпаж з 2 кулеметами чи 12 поліцейських без амуніції. Наприкінці 1920-х років їх модернізували.
Крім того для потреб Рейхсверу з 1920 року виробляли неозброєний тягач GPzRt MTW (SdKfz 3), здатний перевозити до 12 осіб без амуніції. Від свого прототипу від успадкував низьку прохідність. Бойова цінність їх була невелика і машини в основному використовувалися для тренувань. Автомобілі експлуатувалися до 1936 року. Був також варіант з радіообладнанням, яке можна розпізнати по навколишній рамковій антені. Оскільки машини жодним чином не відповідали бажаному новому виду бойових дій і не були придатні для використання на бездоріжжі, рейхсвер так і не вичерпав квоту в 105 машин, виділену йому за Версальським договором.